# Razdolni (Kanevskaya, Krasnodar)
Razdolni (del ruso: Раздольный) es un jútor del raión de Kanevskaya del krai de Krasnodar del sur de Rusia. Está situado en la orilla derecha del limán  Sladki del Beisug, 36 km al noroeste de Kanevskaya y 142 km al norte de Krasnodar, la capital del krai. Tenía 187 habitantes en 2010.
Pertenece al municipio Novodereviánkovskoye.